# Jan Stolker
Pour les articles homonymes, voir Stolker.
Jan Stolker (Amsterdam, 1724 - Rotterdam, 1785) est un graveur, peintre, collectionneur et marchand d'art néerlandais.

## Biographie
Jan Stolker est né à Amsterdam le 1er juillet 1724.
Élève de Jan Maurits Quinkhard, il est actif entre sa ville natale et La Haye à partir de 1748. À La Haye, Stolker devient membre de la Confrérie Pictura en 1753.
Puis il s'installe définitivement en 1757 à Rotterdam, où il est membre de la guilde de Saint-Luc de 1766 à 1779.
Jan Stolker meurt à Rotterdam le 10 juin 1785.

## Œuvre

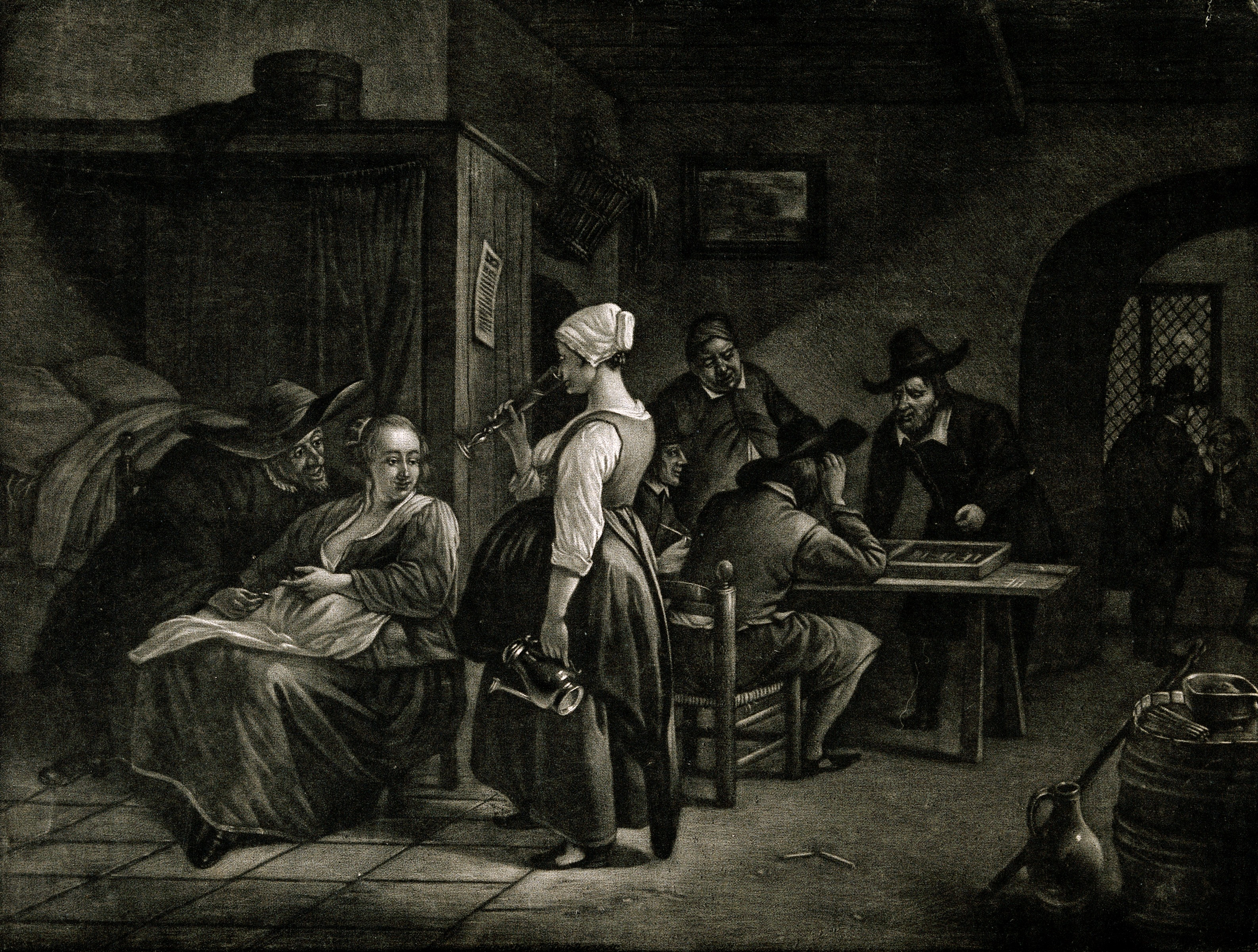
A dingy tavern with backgammon players and an amorous couple, d'après Jan Steen.

Graveur de reproduction et d'œuvres originales (eau-forte et aquatinte), miniaturiste, peintre, dessinateur, peintre de décorations d'intérieur et de muraux, il réalise principalement des portraits, des scènes de genre et des intérieurs de maisons ou d'églises.
Il est surtout connu pour ses reproductions des gravures de Rembrandt.